# Chersodromus rubriventris
Chersodromus rubriventris är en ormart som beskrevs av Taylor 1949. Chersodromus rubriventris ingår i släktet Chersodromus och familjen snokar. IUCN kategoriserar arten globalt som starkt hotad. Inga underarter finns listade i Catalogue of Life.
Arten förekommer i delstaten San Luis Potosí i östra Mexiko och i angränsande områden. Den vistas i bergstrakter vid cirka 1600 meter över havet. Habitatet utgörs av molnskogar och andra fuktiga regioner. Ormen lever delvis underjordisk.